# ミウラアイム
ミウラ アイム（みうら あいむ、Miura Ayme）は、日本のミュージシャン、歌手、声優。兵庫県出身。生年日非公表だが本人曰く7月末である。
謎解き制作団体「よだかのレコード」ディレクター、5人組声優ユニット「SPICY BOYS with Sugar Boy」メンバー、ヴィジュアル系ロックバンド「Ecthelion-エクセリオン-」元ボーカリスト。

## 略歴
2015年5月6日、ボーカルを担当していたヴィジュアル系ロックバンド「Ecthelion-エクセリオン-」が解散。
2018年3月21日、池袋CYBERにて開催された無料ワンマンライブ『Hello ”New”World』よりソロ活動を本格始動。
2019年12月12日、ゲームアプリ『Obey Me!』のアスモデウス役で声優デビューし、同作品のメインテーマソングの作曲及び歌唱も担当。
2020年11月5日、謎解き制作団体「よだかのレコード」のディレクターに就任したことを発表。
2024年1月18日、ドイツ最大級のアニメコンベンション『AnimagiC』への出演発表を皮切りに、mikoとのユニット「Miura Ayme feat. miko」としても活動する。

## ディスコグラフィ

### タイアップ曲
| 楽曲              | タイアップ                     | 時期   |
| ----------------- | ------------------------------ | ------ |
| Sinful Indulgence | ゲーム『Obey Me!』テーマソング | 2019年 |
| Celestial Ray     | ゲーム『Obey Me!』テーマソング | 2020年 |
| Loveless          | ゲーム『Obey Me!』挿入歌       | 2020年 |

### キャラクターソング
| 発売日   | 商品名                 | 歌                                                                             | 楽曲                    | 備考                                                       |
| 2021年   | 2021年                 | 2021年                                                                         | 2021年                  | 2021年                                                     |
| -------- | ---------------------- | ------------------------------------------------------------------------------ | ----------------------- | ---------------------------------------------------------- |
| 10月11日 | Obey Me! The Album     | アスモデウス（ミウラアイム）                                                   | 「Pomade」              | ゲーム『Obey Me!』関連曲                                   |
| 2022年   |                        |                                                                                |                         |                                                            |
| 08月19日 | On Your Way / With You | Obey Me! Boys                                                                  | 「On Your Way」         | Webアニメ『Obey Me! The Anime Season 2』エンディングテーマ |
| 08月19日 | On Your Way / With You | Obey Me! Boys                                                                  | 「With You」            | Webラジオ『Otaku FM Anime and Chill 2』エンディングテーマ  |
| 2023年   |                        |                                                                                |                         |                                                            |
| 01月16日 | Obey Me! The Album 2   | Obey Me! Boys                                                                  | 「It's My Party」       | Webアニメ『Obey Me! The Anime』エンディングテーマ          |
| 01月16日 | Obey Me! The Album 2   | Obey Me! Boys                                                                  | 「Eternal」             | Webラジオ『Otaku FM Anime and Chill』エンディングテーマ    |
| 01月16日 | Obey Me! The Album 2   | マモン（古林裕貴）、レヴィアタン（加田智志）、アスモデウス（ミウラアイム）     | 「Choose Me」           | ゲーム『Obey Me!』関連曲                                   |
| 01月16日 | Obey Me! The Album 2   | レヴィアタン（加田智志）、アスモデウス（ミウラアイム）、ベルゼブブ（矢口恭平） | 「Trigger」             | ゲーム『Obey Me!』関連曲                                   |
| 03月24日 | Devil's Way            | Obey Me! Boys                                                                  | 「Devil's Way」         | ゲーム『Obey Me! Nightbringer』オープニングテーマ          |
| 10月28日 | Spooky Night Parade    | Obey Me! Boys                                                                  | 「Spooky Night Parade」 | ゲーム『Obey Me! Nightbringer』関連曲                      |
| 12月18日 | Magic Moment           | Obey Me! Boys                                                                  | 「Magic Moment」        | ゲーム『Obey Me! Nightbringer』関連曲                      |
| 2024年   |                        |                                                                                |                         |                                                            |
| 04月21日 | Anniversary            | Obey Me! Boys                                                                  | 「Anniversary」         | ゲーム『Obey Me! Nightbringer』関連曲                      |
| 11月26日 | The Seven Rulers       | Obey Me! Boys                                                                  | 「The Seven Rulers」    | ゲーム『Obey Me! Nightbringer』関連曲                      |

## 出演
太字はメインキャラクター。

### ゲーム
- Obey Me! シリーズ（アスモデウス）
  - Obey Me!（2019年）[8]
  - Obey Me! Nightbringer（2023年）[9]

### ウェブアニメ
- Obey Me! The Anime（アスモデウス）
  - Season 1（2021年）[10]
  - Season 2（2022年）[11]

### オーディオドラマ
- Obey Me! シリーズ（アスモデウス）
  - Arcadia「助けてルシファー」（2020年）
  - Pomade「見たい！いろんなものに映る僕の顔」（2020年）
  - Dreamscape「激突！ゴミを捨てるのは誰だ！」（2021年）
  - Choose Me「あいつへの思い」（2021年）
  - It's My Party / Eternal「It's サプライズパーティ」（2021年）
  - Our Destiny「ソロモンクイズ」（2022年）
  - On Your Way / With You「金と魂の漂流」（2022年）
  - 【Obey Me! ASMR】case.アスモデウス ～君とおめかしデート～（2024年）[12]

### ドラマCD
- Spicy Café -スパイシーカフェ-（洲端コージ）
  - Vol.1 - 4（2021年 - 2022年）
  - Season2（2023年）

### ウェブ番組
- Obey Me! The Boys in the House（2021年4月9日 - 7月3日、YouTube）

### 舞台
- Theater of Mystery VO.1「スターライドオーダー」（2023年9月18日、ブルースクエア四谷）[13]

### ラジオ
※はインターネット配信。
- Otaku FM（YouTube※） - ゲスト
  - レヴィアタン先生のOtaku FM 第3回（2021年1月22日）
  - Otaku FM Anime and Chill 第5回・第9回（2021年9月17日・11月19日）
  - Otaku FM Anime and Chill 2 第10回（2022年11月25日）
  - レヴィアタン先生のOtaku FM Sinful Sounds 第2回（2024年9月22日）

## スタッフ

### イベント
- ドラマチック謎解きゲーム vol.22「異世界転生からの脱出」（2019年9月15日） - 謎制作協力[14]
- ドラマチック謎解きゲーム vol.25「エリザベート・キャロルの謎めく人魚島」（2020年6月27日） - 謎制作協力[14]
- ドラマチック謎解きゲーム vol.26「夜行」（2020年8月9日） - 謎制作協力[14]
- ドラマチック謎解きゲーム vol.27「ヤーコブ・シュヴァルツの知の食卓」（2020年9月5日） - 謎制作[14]
- ダンガンロンパ1・2 in なぞともカフェ「絶対に脱出させない希望ヶ峰学園」（2020年9月11日） - メインディレクター[15]
- ドラマチック謎解きゲーム×Obey Me!「夢見る街からの脱出 -謎が解けたら、おまえの勝ち！-」（2021年9月10日） - 完全監修[16]
- 魔入りました！入間くん×ドラマチック謎解きゲーム「収穫祭のジャングルからの脱出」（2022年8月8日） - 一部ストーリー・謎制作[17]

### 書籍・グッズ
- DIR EN GREY TOUR19 This Way to Self-Destruction「謎解きクリアファイルセット」（2019年12月5日） - 謎制作協力[18]
- 5分間リアル脱出ゲーム シールブックアドベンチャー（2020年12月28日、SCRAP出版） - 謎制作（第6章）[19]
- 5分間リアル脱出ゲーム Disneyシールブックアドベンチャー（2021年12月24日、SCRAP出版） - 謎制作（第3・6章）[20]
- 3SKM 謎解きグッズ「お花見中止を阻止せよ！」（2025年4月5日） - ストーリー・謎制作[21]

### テレビドラマ
- 約束 ～16年目の真実～（2024年4月11日 - 6月13日、読売テレビ） - 暗号制作[22]

### ユニットメンバー
1. 1 2 3 4  ルシファー（山下和也）、マモン（古林裕貴）、レヴィアタン（加田智志）、サタン（角真也）、アスモデウス（ミウラアイム）、ベルゼブブ（矢口恭平）、ベルフェゴール（大西哲史）